# Сиссарелли, Дино
Ди́но Сиссаре́лли (англ. Dino Ciccarelli; род. 8 февраля 1960, Сарния, Онтарио, Канада) — канадский хоккеист, правый нападающий, завершивший свою профессиональную карьеру. Сиссарелли провёл в Национальной хоккейной лиге 19 сезонов. За карьеру заработал 1200 очков в регулярных чемпионатах НХЛ. Он забросил 608 шайб, что является действующим рекордом НХЛ для незадрафтованных хоккеистов. В 2010 году Сиссарелли избран в Зал хоккейной славы в Торонто. Сиссарелли — первый хоккеист, приговорённый к тюремному сроку за нападение на игрока во время игры.

## Игровая карьера

### «Миннесота Норт Старз»
После нескольких лет, проведённых в юношеских хоккейных лигах Канады, Дино Сиссарелли дебютировал в профессиональном хоккее в сезоне 1979-80 в команде Центральной хоккейной лиги «Оклахома Сити Старз». В шести играх за клуб Сиссарелли забросил 3 шайбы и набрал 5 очков.
Бо́льшую часть сезона 1980/81 он также провёл в «Оклахома Сити», забросив в 48 матчах 32 шайбы и набрав 57 очков. После этого Сиссарелли был вызван в НХЛ, где успел провести 32 матча в составе клуба «Миннесота Норт Старз», в которых забросил 18 шайб и набрал 30 очков. В плей-офф Сиссарелли помог «Миннесоте» дойти до финала, набрав 21 очко (14+7) в 19 матчах. В финале «Северные звёзды» уступили «Нью-Йорк Айлендерс».
Сезон 1981/82 Сиссарелли целиком провёл в «Миннесоте», сыграв 76 матчей, забросил 55 шайб (лучший результат в команде) и набрал 106 очков. В том сезоне Сиссарелии принял участие в Матче всех звёзд, проходившем в Вашингтоне. Сиссарелли отдал голевую передачу Уэйну Гретцки, а их команда Западной конференции проиграла команде Восточной конференции (2:4). В четырёх матчах плей-офф Сиссарелли забросил 3 шайбы и набрал 4 очка.
С сезона 1982/83 годов результативность Сиссарелли несколько снизилась: он набрал 75 очков (37+38) в 77 играх. Ему снова удалось принять участие в Матче всех звёзд, состоявшемся на площадке «Нью-Йорк Айлендерс». Сиссарелли забросил шайбу и сделал голевую передачу, а Западная конференция разгромила Восточную (9:2). В плей-офф того сезона он провел 9 матчей, в которых набрал 10 очков (4+6).
Набрав в сезоне 1983/84 в 79 матчах 71 очко (38 голов и 33 голевые передачи), Сиссарелли вновь помог «Миннесоте» выйти в плей-офф Кубка Стэнли. В 16 играх Сиссарелли забросил четырежды и набрал 9 очков, а «Норт Старз» уступили клубу «Эдмонтон Ойлерз» в финале Западной конференции.
В сезоне 1984/85 Сиссарелли из-за травм смог сыграть только в 51 матче, забросив 15 шайб (худший показатель в карьере) и набрав 32 очка (худший показатель с дебютного сезона 1980/81). В 9 матчах плей-офф он смог набрать 6 очков (3+3).
Сезон 1985/86 вылечившийся от травм Сиссарелли провёл отлично. В 75 матчах он забросил 44 шайбы (лучший показатель в команде) и набрал 89 очков (лучший показатель с сезона 1981/82). В плей-офф он выступил хуже, в 5 матчах ему удалось набрать всего одно очко за результативную передачу.
В сезоне 1986/87 Сиссарелли удалось улучшить свои показатели результативности. В 80 матчах он забросил 52 шайбы и набрал 103 очка. Оба показателя оказались лучшими в команде. Правда высокие достижения Сиссарели не помогли «Миннесоте» пробиться в плей-офф.
В сезоне 1987/88 Сиссарелли в третий раз подряд забросил более 40 шайб и, проведя 67 матчей, снова стал лучшим в команде по количеству голов (41) и очков (86). Для команды сезон вновь сложился неудачно, и она не смогла выйти в плей-офф во второй раз подряд.
Сезон 1988/89 ознаменовался первым за шесть лет появлением Сиссарелли в Матче всех звёзд. В матче, прошедшем в Эдмонтоне, Сиссарелли отдал голевую передачу Стиву Айзерману, а Западная конференция победила (9:5). В составе клуба Сиссарелли провёл 65 матчей, забросил 32 шайбы и набрал 59 очков. 7 марта 1989 года «Миннесота» обменяла Сиссарелли вместе с Бобом Роузом в «Вашингтон Кэпиталз» на Майка Гартнера и Лэрри Мёрфи.

### «Вашингтон Кэпиталз»
Сезон 1988/89 Сиссарелли заканчивал в составе «Вашингтон Кэпиталз». Он помог команде пробиться в плей-офф, забросив 12 шайб и набрав 15 очков в 11 матчах. Свой первый матч в составе «Кэпиталз» Сиссарелли провёл 8 марта 1989 года против «Монреаль Канадиенс». Ему не удалось набрать очков, и «Вашингтон» проиграл (2:3). 11 марта 1989 года он забросил первую шайбу за новую команду, огорчив вратаря «Нью-Йорк Рейнджерс» Джона Ванбисбрука и поспособствовав победе (4:2). 18 марта «Вашингтон» разгромил «Хартфорд Уэйлерз» (8:2), а Сиссарелли забросил 4 шайбы и сделал 3 голевые передачи. 5 апреля 1989 года Сиссарелли провёл первый матч в плей-офф в составе «Кэпиталз» против «Филадельфия Флайерз». Очков в этом матче он не набрал, но его команда выиграла (3:2). Свою первую шайбу в плей-офф он забросил 6 апреля в ворота Рона Хекстолла (2:3). «Вашингтон» проиграл «Филадельфии» в шести матчах, а Сиссарелли смог забросить 3 шайбы и набрать 6 очков.
В своём первом полном сезоне в «Вашингтоне» Сиссарелли забросил 41 шайбу, в пятый раз подряд забив больше 40 голов за сезон, и набрал 79 очков, став лучшим в команде по этому показателю. 6 февраля 1990 года в матче против «Квебек Нордикс», выигранном с разгромным счётом 12:2, Сиссарелли забросил 4 шайбы. В плей-офф Сиссарели успел провести 8 матчей, забросив 8 шайб и набрав 11 очков, после чего 21 апреля 1990 года в матче с «Нью-Йорк Рейнджерс» получил травму, из-за которой досрочно завершил сезон. 5 апреля 1990 года в матче плей-офф против «Нью-Джерси Дэвилз», выигранном в овертайме со счётом 5:4, Сиссарелли удалось сделать хет-трик и набрать 4 очка.
В сезоне 1990/91 Сиссарелли пропустил 26 матчей. Ему удалось забросить 21 шайбу и набрать всего 39 очков (худший показатель после сезона 1984/85). 8 февраля 1991 года Сиссарелли забросил 3 шайбы в ворота «Эдмонтон Ойлерз» в матче, который его команда выиграла (6:3). В плей-офф Сиссарелли набрал 9 очков (5+4) в 11 матчах.
Следующий сезон Сиссарелли провёл очень хорошо. Он забросил 38 шайб (лучший показатель в команде) и набрал 76 очков, а команда снова вышла в плей-офф. 25 апреля 1992 года в матче плей-офф против «Питтсбург Пингвинз» Сиссарелли забросил 4 шайбы, а «Вашингтон» выиграл (7:2). В семи матчах плей-офф он смог забросить 5 голов и набрать 9 очков. 20 июня 1992 года Сиссарелли был обменян в «Детройт Ред Уингз» на Кевина Миллера.

### «Детройт Ред Уингз»
Сиссарелли дебютировал в составе «Детройт Ред Уингз» 6 октября 1992 года, не набрав очков в матче против «Виннипег Джетс», проигранном со счётом 1:4. 8 октября Сиссарелли забросил первую шайбу за «Красные Крылья», отличившись голом в ворота голкипера «Лос-Анджелес Кингз» Келли Хруди. «Детройт» выиграл тот матч (5:3). Сиссарелли завершил сезон с 41 голом и 97 очками на счету, заняв второе место в команде по обоим показателям и набрав наибольшее количество очков с сезона 1986/87 (103 очка в составе «Миннесоты»). 19 апреля 1993 года состоялся первый матч Сиссарелли в плей-офф в составе «Детройта». Он набрал одно очко за голевую передачу, а «Ред Уингз» выиграли у «Торонто Мейпл Лифс» 6:3. Сиссарелли забросил первую шайбу в плей-офф 27 апреля 1993 года в ворота Феликса Потвена. В том матче «Детройт» уступил «Торонто» 4:5. 29 апреля Сиссарелли забросил 3 шайбы в матче, выигранном у «Торонто» со счетом 7:3. В семи матчах плей-офф Сиссарелли забросил 4 шайбы и набрал 6 очков.
В сезоне 1993/94 Сиссарелли набрал на 40 очков меньше, чем в предыдущем, — 57 (28 голов + 29 голевых передач) в 66 матчах. 5 апреля 1994 года в матче с «Ванкувер Кэнакс» он смог набрать 6 очков (4+2), а «Детройт» выиграл — 8:3. В семи матчах плей-офф Сиссарелли забросил 5 шайб и сделал две результативные передачи.
В сезоне 1994/95, сокращённом из-за локаута, Сиссарелли сыграл 42 матча, забросив 16 голов и набрав 43 очка, что стало третьим показателем в команде. Сиссарелли сделал четыре голевые передачи в матче с «Виннипег Джетс», состоявшемся 22 марта 1995 года и выигранном «Детройтом» со счётом 6:3. В плей-офф он сделал хет-трик 11 мая 1995 года в победном матче против «Даллас Старз» (5:1). «Детройт» уступил в финале Кубка Стэнли «Дьяволам» из Нью-Джерси, а Сиссарелли в 16 матчах плей-офф набрал 11 очков, забросив 9 шайб.
Сезон 1995/96 «Детройт» закончил, установив рекорд по количеству побед в регулярном сезоне — 62. Сиссарелли, приняв участие в 64 матчах, забросил 22 шайбы и сделал 21 передачу, набрав 43 очка. В 17 матчах плей-офф Сиссарелли удалось набрать 8 очков (6+2). 27 августа 1996 года «Детройт» обменял Сиссарелли в «Тампа Бэй Лайтнинг» на право выбора в четвёртом раунде драфта 1998 года.

### «Тампа Бэй Лайтнинг»
Первый матч Сиссарелли в составе «Лайтнинг» провёл 5 октября 1996 года. Сиссарелли забросил шайбу и сделал голевую передачу, а «Тампа» одолела «Питтсбург» (4:3). 8 ноября Сиссарелли сделал хет-трик в ворота всё того же «Питтсбурга», а матч закончился вничью (5:5). Сиссарелли принял участие в своем четвёртом Матче всех звёзд, проведённом в 1997 году в Сан-Хосе. Сиссарелли отметился голевой передачей и помог команде Восточной конференции победить со счётом 11:7. Он закончил сезон, проведя 77 игр, забросив 35 шайб, что стало лучшим показателем в команде, и набрав 60 очков.
Начав сезон 1997/98 в «Тампе», Сиссарелли успел провести 34 игры, забросить 11 шайб и набрать 17 очков. 15 января 1998 года Сиссарелли вместе с Джеффом Нортоном был обменян в клуб «Флорида Пантерз» на Марка Фицпатрика и Джоди Халла.

### «Флорида Пантерз»
Свою первую игру за «Пантер» Сиссарелли провёл 21 января 1998 года. Очков он не набрал, а «Флорида» уступила «Майти Дакс оф Анахайм» (3:8). 24 января он забил свой первый гол за «Флориду», поразив ворота «Сан-Хосе Шаркс», защищаемые Келли Хруди. Матч закончился вничью (1:1). В 28 матчах Сиссарелли забросил 5 шайб и набрал 16 очков.
4 ноября 1998 года в матче против «Чикаго Блэкхокс» Сиссарелли получил травму спины, которая перечеркнула почти весь сезон 1998-99. Он сыграл всего 14 матчей, забросив в них 6 шайб и сделав одну голевую передачу. 31 августа 1999 года Сиссарелли объявил о завершении карьеры.

### Карьера в сборной
В составе сборной Канады Сиссарелли принимал участие в чемпионате мира 1982 года в Финляндии и в чемпионате мира 1987 года в Австрии. В 1982 году Канада выиграла бронзовую медаль.

## Тюремный срок
6 января 1988 года в гостевом матче против «Торонто Мейпл Лифс» Сиссарелли нанёс защитнику-новичку «Торонто» Люку Ричардсону два удара клюшкой по голове, после чего ударил его рукой в лицо. В результате этого инцидента суд признал Сиссарелли виновным в нападении и приговорил его к $1000 штрафа и одному дню тюрьмы. Сиссарелли стал первым хоккеистом, приговорённым к тюремному сроку за нападение на игрока во время игры.

## Зал хоккейной славы
В 2010 году Сиссарелли был включён в Зал хоккейной славы.

## Вне льда
Сиссарелли владел ночным клубом под названием «Club 22» в Мичигане, названном так по номеру, под которым Сиссарелли играл. Клуб был закрыт в 2011 году. Вскоре после этого в том же месте Сиссарелли открыл спорт-бар.

## Достижения
- Обладатель «Джим Мэйхон Мемориал Трофи» в 1978 году.
- Участник Матча всех звёзд НХЛ в 1982, 1983, 1989 и 1997 годах.

## Статистика
| 1976-77     | Лондон Найтс         | OMJHL       | 66   | 39  | 43  | 82   | 45   | 20  | 11 | 13 | 24  | 14  |
| 1977-78     | Лондон Найтс         | OMJHL       | 68   | 72  | 70  | 142  | 49   | 9   | 6  | 10 | 16  | 6   |
| 1978-79     | Лондон Найтс         | OMJHL       | 30   | 8   | 11  | 19   | 35   | 7   | 3  | 5  | 8   | 0   |
| 1979-80     | Лондон Найтс         | OMJHL       | 62   | 50  | 53  | 103  | 72   | 5   | 2  | 6  | 8   | 15  |
| 1979-80     | Оклахома Сити Старз  | CHL         | 6    | 3   | 2   | 0    | —    | —   | —  | —  | —   |     |
| 1980-81     | Оклахома Сити Старз  | CHL         | 48   | 32  | 25  | 57   | 45   | —   | —  | —  | —   | —   |
| 1980-81     | Миннесота Норт Старз | НХЛ         | 32   | 18  | 12  | 30   | 29   | 19  | 14 | 7  | 21  | 25  |
| 1981-82     | Миннесота Норт Старз | НХЛ         | 76   | 55  | 51  | 106  | 138  | 4   | 3  | 1  | 4   | 2   |
| 1982-83     | Миннесота Норт Старз | НХЛ         | 77   | 37  | 38  | 75   | 94   | 9   | 4  | 6  | 10  | 11  |
| 1983-84     | Миннесота Норт Старз | НХЛ         | 79   | 38  | 33  | 71   | 58   | 16  | 4  | 5  | 9   | 27  |
| 1984-85     | Миннесота Норт Старз | НХЛ         | 51   | 15  | 17  | 32   | 41   | 9   | 3  | 3  | 6   | 8   |
| 1985-86     | Миннесота Норт Старз | НХЛ         | 75   | 44  | 45  | 89   | 51   | 5   | 0  | 1  | 1   | 6   |
| 1986-87     | Миннесота Норт Старз | НХЛ         | 80   | 52  | 51  | 103  | 88   | —   | —  | —  | —   | —   |
| 1987-88     | Миннесота Норт Старз | НХЛ         | 67   | 41  | 45  | 86   | 79   | —   | —  | —  | —   | —   |
| 1988-89     | Миннесота Норт Старз | НХЛ         | 65   | 32  | 27  | 59   | 64   | —   | —  | —  | —   | —   |
| 1988-89     | Вашингтон Кэпиталз   | НХЛ         | 11   | 12  | 3   | 15   | 12   | 6   | 3  | 3  | 6   | 12  |
| 1989-90     | Вашингтон Кэпиталз   | НХЛ         | 80   | 41  | 38  | 79   | 122  | 8   | 8  | 3  | 11  | 6   |
| 1990-91     | Вашингтон Кэпиталз   | НХЛ         | 54   | 21  | 18  | 39   | 66   | 11  | 5  | 4  | 9   | 22  |
| 1991-92     | Вашингтон Кэпиталз   | НХЛ         | 78   | 38  | 38  | 76   | 78   | 7   | 5  | 4  | 9   | 14  |
| 1992-93     | Детройт Ред Уингз    | НХЛ         | 82   | 41  | 56  | 97   | 81   | 7   | 4  | 2  | 6   | 16  |
| 1993-94     | Детройт Ред Уингз    | НХЛ         | 66   | 28  | 29  | 57   | 73   | 7   | 5  | 2  | 7   | 14  |
| 1994-95     | Детройт Ред Уингз    | НХЛ         | 42   | 16  | 27  | 43   | 39   | 16  | 9  | 2  | 11  | 22  |
| 1995-96     | Детройт Ред Уингз    | НХЛ         | 64   | 22  | 21  | 43   | 99   | 17  | 6  | 2  | 8   | 26  |
| 1996-97     | Тампа Бэй Лайтнинг   | НХЛ         | 77   | 35  | 25  | 60   | 116  | —   | —  | —  | —   | —   |
| 1997-98     | Тампа Бэй Лайтнинг   | НХЛ         | 34   | 11  | 6   | 17   | 42   | —   | —  | —  | —   | —   |
| 1997-98     | Флорида Пантерз      | НХЛ         | 28   | 5   | 11  | 16   | 28   | —   | —  | —  | —   | —   |
| 1998-99     | Флорида Пантерз      | НХЛ         | 14   | 6   | 1   | 7    | 27   | —   | —  | —  | —   | —   |
| Всего в НХЛ | Всего в НХЛ          | Всего в НХЛ | 1232 | 608 | 592 | 1200 | 1425 | 141 | 73 | 45 | 118 | 211 |

| Год   | Команда | Турнир | Игры | Г | П | Очки | Штраф |
| ----- | ------- | ------ | ---- | - | - | ---- | ----- |
| 1982  | Канада  | ЧМ     | 9    | 2 | 1 | 3    | 0     |
| 1987  | Канада  | ЧМ     | 10   | 4 | 2 | 6    | 2     |
| Всего | Всего   | Всего  | 19   | 6 | 3 | 9    | 2     |